# Prix littéraires du Gouverneur général 1988
Liste des Prix littéraires du Gouverneur général pour 1988, chacun suivi des finalistes.

## Français

### Prix du Gouverneur général: romans et nouvelles de langue française
- Jacques Folch-Ribas, Le Silence ou le Parfait Bonheur
- Noël Audet, L'Ombre de l'épervier
- Normand Chaurette, Scènes d'enfants
- Christian Mistral, Vamp

### Prix du Gouverneur général: poésie de langue française
- Marcel Labine, Papiers d'épidémie
- François Charron, Le Monde comme obstacle
- Louise Dupré, Bonheur
- Gilbert Langevin, La Saison hantée

### Prix du Gouverneur général: théâtre de langue française
- Jean-Marc Dalpé, Le Chien
- Normand Canac-Marquis, Le Syndrome de Cézanne
- Marie-Francine Hébert, Oui ou non
- Marco Micone, Déjà l'agonie
- André Ricard, Le Déversoir des larmes

### Prix du Gouverneur général: études et essais de langue française
- Patricia Smart, Écrire dans la maison du père
- Jacques Desautels, Dieux et mythes de la Grèce ancienne
- Lucien Parizeau, Périples autour d'un langage
- Fernande Roy, Progrès, harmonie, liberté

### Prix du Gouverneur général: littérature jeunesse de langue française - texte
- Michèle Marineau, Cassiopée ou l'Été polonais
- Denis Côté, Les Prisonniers du zoo
- Cécile Gagnon, Châteaux de sable
- André Vanasse, Des millions pour une chanson

### Prix du Gouverneur général: littérature jeunesse de langue française - illustration
- Philippe Béha, Les Jeux de Pic-Mots
- Sylvie Daigle, Le Mot de passe
- Pierre Pratt, Peut-il, peut-elle?
- Gilles Tibo, Simon et les flocons de neige

### Prix du Gouverneur général: traduction de l'anglais vers le français
- Didier Holtzwarth, Nucléus
- Gérard Boulad, Profession: Religieuse
- Jean Lévesque et Michèle Venet, Le Rêve d'une génération
- Michel Saint-Germain, Flagrant Délice

## Anglais

### Prix du Gouverneur général: romans et nouvelles de langue anglaise
- David Adams Richards, Nights Below Station Street
- Margaret Atwood, Cat's Eye
- Joan Clark, The Victory of Geraldine Gull
- Mark Frutkin, Atmospheres Apollinaire
- Kenneth Radu, The Cost of Living

### Prix du Gouverneur général: poésie de langue anglaise
- Erin Mouré, Furious
- Lorna Crozier, Angels of Flesh, Angels of Silence
- Christopher Dewdney, Radiant Inventory
- David McFadden, Gypsy Guitar
- Peter Dale Scott, Coming to Jakarta

### Prix du Gouverneur général: théâtre de langue anglaise
- George F. Walker, Nothing Sacred
- Dennis Foon, Skin from Skin and Liars
- Tomson Highway, The Rez Sisters
- Maureen Hunter, Footprints on the Moon

### Prix du Gouverneur général: études et essais de langue anglaise
- Anne Collins, In the Sleep Room
- Pierre Berton, The Arctic Grail
- Alan Borovoy, When Freedoms Collide
- Edith Iglauer, Fishing with John

### Prix du Gouverneur général: littérature jeunesse de langue anglaise - texte
- Welwyn Wilton Katz, The Third Magic
- Martha Brooks, Paradise Café and Other Stories
- Brian Doyle, Easy Avenue
- Jean Little, Little by Little

### Prix du Gouverneur général: littérature jeunesse de langue anglaise - illustration
- Kim LaFave, Amos's Sweater
- Marie-Louise Gay, Angel and the Polar Bear
- Jillian Hulme Gilliland, How the Devil Got His Cat
- Dayal Kaur Khalsa, Sleepers
- Jan Thornhill, The Wildlife ABC

### Prix du Gouverneur général: traduction du français vers l'anglais
- Philip Stratford, Second Chance
- Arnold Bennett, The History of the Labour Movement in Quebec
- Jane Brierley, A Man of Sentiment: The Memoirs of Philippe-Joseph Aubert de Gaspé
- David Homel, How to Make Love to a Negro